# هانس فريدريك جاكوبسن
هانس فريدريك جاكوبسن (بالنرويجية البوكمول: Hans Fredrik Jacobsen)‏ هو موسيقي وملحن نرويجي، ولد في 8 سبتمبر 1954 في ريسور في النرويج.

## وصلات خارجية
- هانس فريدريك جاكوبسن على موقع ميوزك برينز (الإنجليزية)
- هانس فريدريك جاكوبسن على موقع ديسكوغز (الإنجليزية)